# André Labarrère
André Labarrère (Pau, 12 de enero de 1928 - 16 de mayo de 2006) fue un político francés, miembro del partido socialista, ex diputado, senador y alcalde de la ciudad de Pau de 1971 a 2006.

## Biografía
Habiendo estudiado historia y teniendo un doctorado en letras, André Labarrère enseñó en la Universidad Laval entre 1959 y 1966. También, presentó los programas sobre la historia del arte en la cadena Montreal y también presentó programas de grafología.
De vuelta a Francia, inició su carrera política. En 1967 ganó un escaño en la Asamblea Nacional encuadrado en la Fédération de la gauche démocrate et socialiste. En las elecciones de 1968 perdió el escaño, si bien conservó el mandato de consejero general del cantón occidental de Pau. En 1969 se afilió al Partido Socialista de François Mitterrand, en el que rápidamente alcanzó puestos directivos.
En 1971 alcanzó la alcaldía de la ciudad de Pau y la conservó a lo largo de todas las elecciones sucesivas hasta su fallecimiento en 2006. En 1973 recuperó su escaño en la Asamblea Nacional. En 1981 entró a formar parte del consejo de ministros de Pierre Mauroy y conservó funciones ministeriales hasta 1986. En 2001 consiguió un escaño en el Senado, por lo cual abandonó el de la Asamblea Nacional, que había conservado ininterrumpidamente desde 24 años atrás.
En 1991 publicó una novela titulada Le Bal des célibataires en la que el tema de la homosexualidad está muy presente. Siete años después, fue el primer cargo electo francés que reconoció públicamente su homosexualidad.
Falleció de cáncer el 16 de mayo de 2006 en la ciudad de Pau, de la que aun era alcalde.